# 見えない物を見ようとする誤解 全て誤解だ
「見えない物を見ようとする誤解 全て誤解だ」（みえないものをみようとするごかい すべてごかいだ）は、日本のロックバンド、BUCK-TICKの10枚目のシングル。1995年9月21日にビクターインビテーションより発売された。初回盤のみスペシャルパッケージ仕様。

## 解説
カップリングの「君のヴァニラ」を含めて、アルバム『Six/Nine』からのシングルカットで、そのアルバム『Six/Nine』と、シングル『鼓動』の、それぞれの修正版と同時発売（この二作品が修正盤を発売するに至った経緯はそれぞれの項目内を参照）。バンド初となる12cmCDでのシングルリリースでもある。収録曲は2曲ともボーカルを新たに録音し、トラックも新たにミックスされている。

## 収録曲
二曲とも、作詞：櫻井敦司、作曲：今井寿、編曲：BUCK-TICK
1. 見えない物を見ようとする誤解 全て誤解だ (4:41)
アルバム・バージョンとの違いは、サウンド面では大きな変更は無いものの、歌詞が書き直されている。櫻井はアルバムの歌詞を「夜バージョン」、シングルを「朝バージョン」と呼んでおり、「朝バージョン」は元々アルバム用に書いていたが、一旦ボツにしたものが元になっている。こちらの方が具体性があり、日常を意識した歌詞になっているという[1][2]。
シングル版のPVは、ほぼ全編モノクロの映像で構成されており、合間に一瞬だけだがシングル版の初回限定盤のパッケージにも採用されている星空の写真も挿入されている。

1. 君のヴァニラ (4:22)
歌詞は変わっていないものの、櫻井の歌い方が大きく異なっており、ドラムの音色も敢えてチープなサウンドを狙っていたアルバム・バージョンから、ダイナミックなサウンドにリミックスされている。

## 参加ミュージシャン
- 櫻井敦司 - ボーカル、バッキング・ボーカル、サクソフォーン
- 今井寿 - ギター、ノイズ、VOX、バッキング・ボーカル
- 星野英彦 - ギター、キーボード
- 樋口豊 - ベース
- ヤガミトール - ドラムス、パーカッション

### サポートミュージシャン
- 横山和俊 - キーボード、プログラミング、マニピュレート

## 収録アルバム
- 『Six/Nine』(#1・#2)（アルバム・バージョン）
- 『CATALOGUE 1987-1995』(#1)
- 『SWEET STRANGE LIVE DISC』(#1)（ライブ・バージョン）
- 『BT』(#1・#2)
- 『at the night side』(#1)（ライブ・バージョン）
- 『PARADE〜RESPECTIVE TRACKS OF BUCK-TICK〜』(#1)（土屋昌巳によるカバー）
- 『CATALOGUE VICTOR→MERCURY 87-99』(#1)
- 『CATALOGUE THE BEST 35th anniv. 』(#1)（アルバム・バージョン）